# Casa Museu Eva Klabin
A Casa Museu Eva Klabin, denominada Fundação Eva Klabin até 2017, é uma instituição cultural brasileira localizada no Rio de Janeiro. É uma fundação privada, idealizada pela colecionadora Eva Klabin com o objetivo de preservar e expor ao público o precioso patrimônio artístico por ela amealhado ao longo de mais de meio século. Foi idealizada por Eva nos anos 70, oficialmente instituída, em 1990, e aberta ao público, em 1995. Promove cursos e eventos culturais, mantém publicações e uma biblioteca especializada em artes visuais.
Situada na antiga residência da colecionadora, à beira da Lagoa Rodrigo de Freitas, a fundação se enquadra na tipologia de casa-museu, com um acervo "fechado" de aproximadamente 2 000 peças. Conserva uma das mais importantes coleções de arte européia existentes no Brasil, além núcleos de antiguidades egípcias e greco-romanas, arte oriental, artefatos pré-colombianos e artes aplicadas.

## Eva Klabin
Eva Klabin, filha mais velha do casal de imigrantes lituanos Fanny e Hessel Klabin (um dos fundadores da indústria de papéis que leva o sobrenome da família), nasceu em São Paulo em 1903. Durante a adolescência, residiu com a família na Alemanha, sendo obrigada a se refugiar na Suíça devido à eclosão da Primeira Guerra Mundial. Foi neste país que obteve sua educação formal, estudando em Neuchâtel. Retornou ao Brasil em 1919, mas voltou à Europa já em 1922, acompanhando sua mãe em tratamento médico na Alemanha. Em 1930, mudou-se para os Estados Unidos, onde completou seus estudos.

De volta ao Brasil, casou-se, em 1933, com o advogado e jornalista austro-brasileiro Paulo Rapaport. Mudou-se alguns anos depois para o Rio de Janeiro. Na então capital federal, adquiriu a casa onde residiria definitivamente, um dos primeiros imóveis construídos no entorno da recém-urbanizada Lagoa Rodrigo de Freitas. Da mesma forma que sua irmã Ema fazia em São Paulo, Eva passou a adquirir obras de arte no mercado internacional, aproveitando-se do momento propício do pós-Segunda Guerra, caracterizado pela baixa procura e pelo excesso de ofertas. Após a morte de Paulo em 1957, Eva não se casaria novamente. Sem filhos, passou a se dedicar quase que exclusivamente ao colecionismo, fazendo frequentes viagens à Europa para adquirir peças novas.

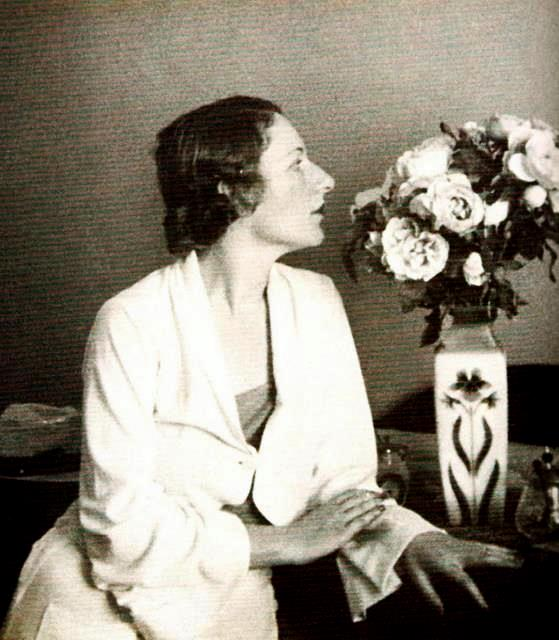
Eva Klabin em 1929.

Nos anos 60, com o crescimento da coleção, Eva decidiu expandir e reformar sua residência, optando por manter o estilo normando no qual havia sido originalmente construída. Nesse período, tornaria-se uma figura proeminente na vida política e cultural do Rio de Janeiro, oferecendo jantares de gala e hospedando em sua casa personalidades como Juscelino Kubitschek, Harry Oppenheimer, David Rockefeller, Elie Wiesel, Henry Kissinger e Shimon Peres. Após o incêndio que destruiu mais de 70% do acervo do Museu de Arte Moderna do Rio de Janeiro em 1978, Eva começou a se preocupar com o futuro de sua coleção. Contratou especialistas do Brasil e de outros países para catalogar o acervo e conduzir pesquisas em peças específicas. Da mesma forma que sua irmã, que havia estabelecido a Fundação Cultural Ema Gordon Klabin imediatamente após incêndio do MAM, Eva começou a tomar as medidas legais necessárias para criar sua própria fundação. Eva faleceu em 1991.

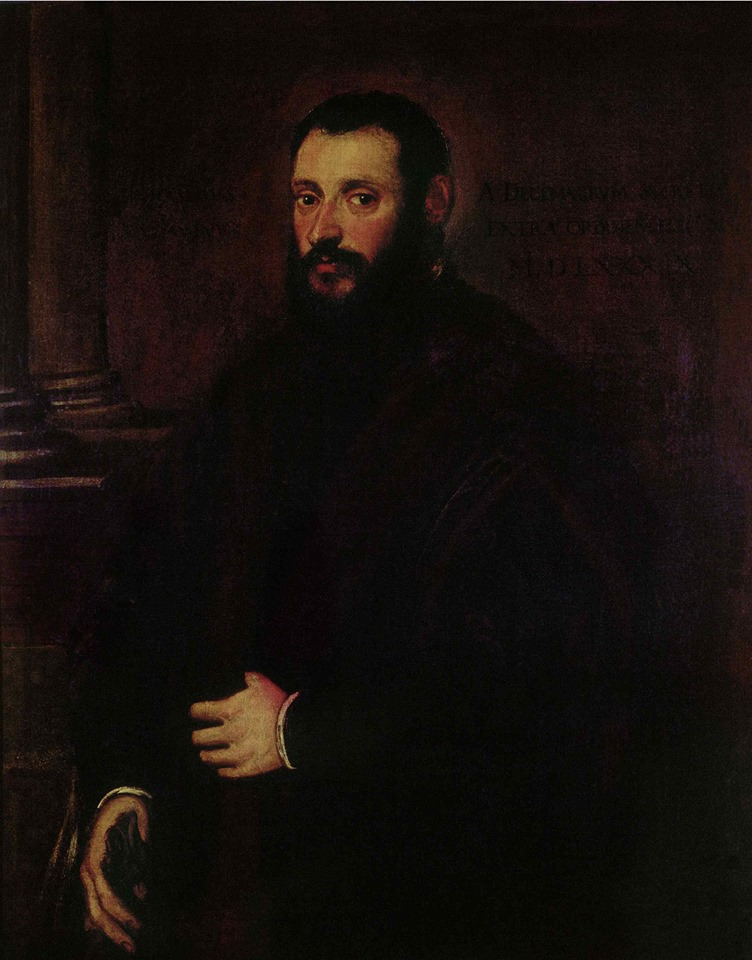
Retrato de Nicolaus Padavinus, por Tintoretto (1589). Uma das principais obras do acervo.

## Fundação Eva Klabin
Idealizada nos anos 70 e legalmente estabelecida em 1990, um ano antes da morte de sua criadora, a Fundação Eva Klabin foi aberta ao público em 22 de agosto de 1995, na presença do então Ministro da Cultura Francisco Weffort. Além de preservar e expor o acervo de Eva, a fundação tem como missão organizar atividades culturais, artísticas e científicas. Promove exposições temporárias, concertos, cursos, peças de teatro, ciclos de palestras, debates e conferências. Mantém serviço de visitas guiadas e biblioteca especializada em artes visuais. É dotada de um departamento editorial, dedicado á publicação de obras do acervo e de coletâneas dos ciclos de conferências promovidos pela instituição.

### Residência
A residência que serve de sede à fundação se localiza nas margens da Lagoa Rodrigo de Freitas, na zona sul do Rio de Janeiro. Foi projetada pelo arquiteto de origem alemã Ricardo Wriedt e construída em 1934, em estilo normando, muito em voga entre as residências balneares da cidade nessa época. Ao comprarem a casa em 1952, Eva e o marido pensaram em sua demolição e na construção de uma nova casa, existindo três projetos com esta finalidade, um deles apresentado pelo arquiteto romano Gaetano Minnucci, um palacete com fachadas palacianas e ambientes internos imbuídos de espírito clássico. Nos anos 60, já viúva, Eva desiste da demolição e empreende uma ampla reforma que amplia a área construída do imóvel. Na reforma atuaram as empresas Graça Engenharia e Alberto Pucheu, o arquiteto Homero Leite, além dos decoradores Antoine Rulhe e Terri Della Stufa. A residência é dividida em nove ambientes principais, nomeados por Eva: Hall Principal, Sala Renascença, Sala Inglesa, Sala de Jantar, Sala Chinesa, Hall Superior, Sala Verde, Boudoir e Quarto de Dormir. O jardim ficou a cargo de Roberto Burle Marx, sendo bastante representativo da preferência de seu autor pela exuberância de algumas espécies tropicais.

### Projeto Respiração
Criado em 2004, o Projeto Respiração tem por objetivo criar intervenções de arte contemporânea no acervo de arte clássica da Fundação Eva Klabin. Com curadoria de Marcio Doctors, o projeto consiste em convidar artistas contemporâneos a intervirem no circuito expositivo da casa museu, criando uma ponte entre a arte consagrada do passado e as manifestações contemporâneas. Artistas participantes do projeto:
- Denilson Baniwa e Gustavo Caboco - Devir Indígena, 2022.
- Hilton Berredo – Grafites Orgânicos (Respiração Fachada), 2021.
- OPAVIVARÁ! – Boca a Boca, 2019.
- Frans Krajcberg - Respiração Krajcberg, 2018.
- Arthur Bispo do Rosário - Flutuações, 2017.
- Regina Silveira - Insolitus, 2016.
- Eduardo Berliner - A presença da ausência, 2016.
- Nelson Leirner - Nossa casa, minha vida, 2015.
- Rosângela Rennó - Círculo mágico, 2014.
- Marcos Chaves - I only have eyes for you, 2013.
- Laura Lima, Cinemashadow SEGUNDO, 2012.
- Sara Ramo - Penumbra, 2012.
- Maria Nepomuceno - Pulso, 2012.
- Enrica Bernardelli - Concerto de Pálpebras, 2011.
- Daniel Blaufuks - Três quartos de memória, 2011.
- Carlito Carvalhosa - Regra de dois, 2011.
- Anna Maria Maiolino - é, 2010.
- Daniela Thomas - Substituições, 2010.
- Lilian Zaremba - Evasão, 2010.
- João Modé - Invisíveis, 2009.
- José Bechara - Saudade, 2009.
- Nuno Ramos - Pergunte ao, 2008.
- Rui Chafes - Nocturno, 2007.
- Brígida Baltar - Passagem secreta, 2007.
- Claudia Bakker - Primavera noturna, 2007.
- Marta Jourdan - Zona de lançamento #1, 2007.
- Paulo Vivacqua - Visita, 2006.
- Anna Bella Geiger - Circa, 2006.
- Chelpa Ferro - Estabilidade provisória, 2005.
- Ernesto Neto - Citoplasma e organóides, 2004.
- José Damasceno - Cinematograma, 2004.

## Acervo
O acervo da Fundação Eva Klabin é considerado uma das mais importantes coleções de arte clássica dos museus brasileiros. É composto por mais de 2000 peças, entre pinturas, esculturas, antiguidades, mobiliário, tapeçarias, prataria e objetos decorativos, originários da Europa, Ásia, África e América, abrangendo um arco temporal de quase 5000 anos.

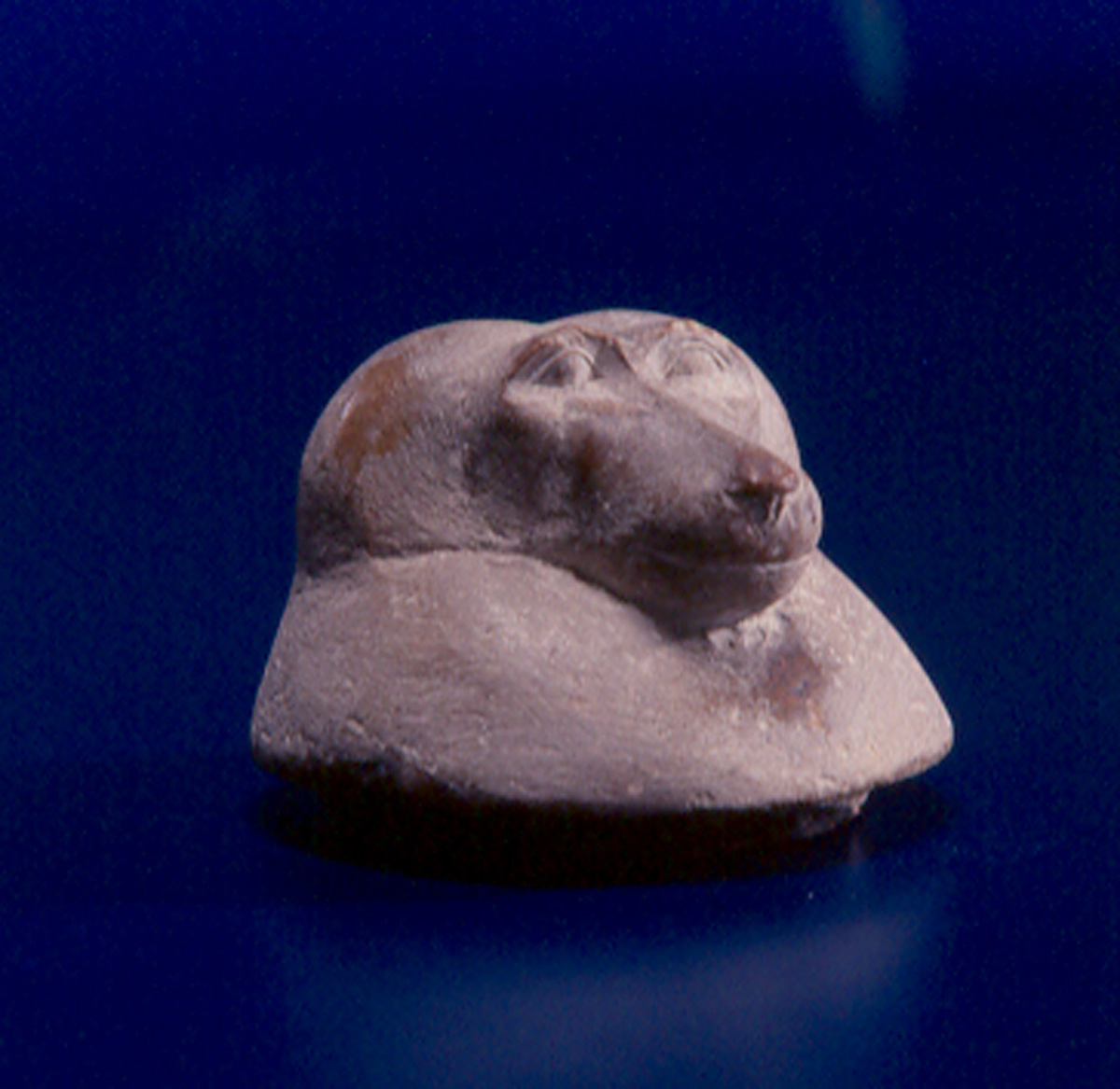
Tampa de canopo com cabeça de Hapy, entre 664 e 525 a.C.

### Coleção egípcia
O núcleo de arte do Antigo Egito é composto por aproximadamente 50 itens, incluindo peças que se destacam no contexto das coleções brasileiras por sua qualidade e raridade. Como os objetos não são provenientes de escavações arqueológicas oficiais, é difícil determinar com precisão seus locais de origem. A coleção possui alguns exemplares de estatuária faraônica de grande porte, destacando-se uma cabeça de faraó portando um toucado nemés, artefato de uso ritual. Dentre os itens funerários, encontra-se uma máscara mortuária com olhos de vidro incrustados datada da XVII Dinastia, bem como objetos que refletem a importância dos animais nos ritos funerários egípcios, como uma esquife para múmia de gato do Período Ptolemaico. A coleção inclui ainda relevos e fragmentos arquitetônicos, como o baixo-relevo de um templo representando uma deusa com cabeça de leoa, produzido no Terceiro Período Intermediário.

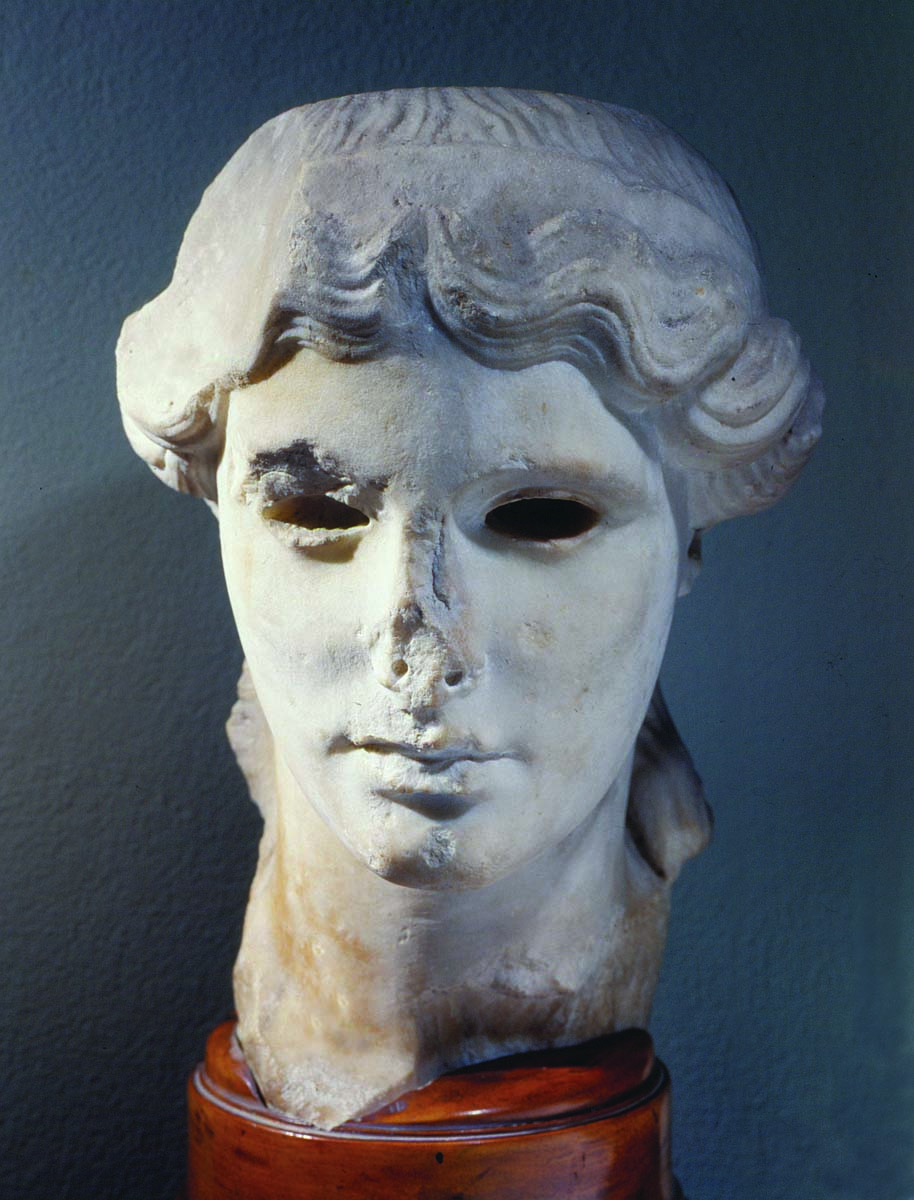
Cabeça de Apolo em mármore, entre 201 e 1 a.C.

### Coleção greco-romana
Entre os destaques do núcleo de arte greco-romana, encontra-se uma cabeça de Apolo, fragmento de uma estátua maior proveniente da Magna Grécia, produzida entre os séculos III e I a.C., e um torso feminino em mármore pentélico do Período Clássico ateniano. A coleção possui ainda um grupo de 24 Tânagras, produzidas no século IV a.C., o maior conjunto dessas estatuetas conservado em um museu brasileiro, além de 58 exemplares de frascos e vasos de vidro provenientes da bacia do Mediterrâneo durante o domínio do Império Romano. Completam a coleção os vasos de cerâmica com registros de pintura vermelha e negra, uma cratera ática do Período Clássico e dois vasos italiotas provenientes da Apúlia e da Magna Grécia.

### Coleção Italiana

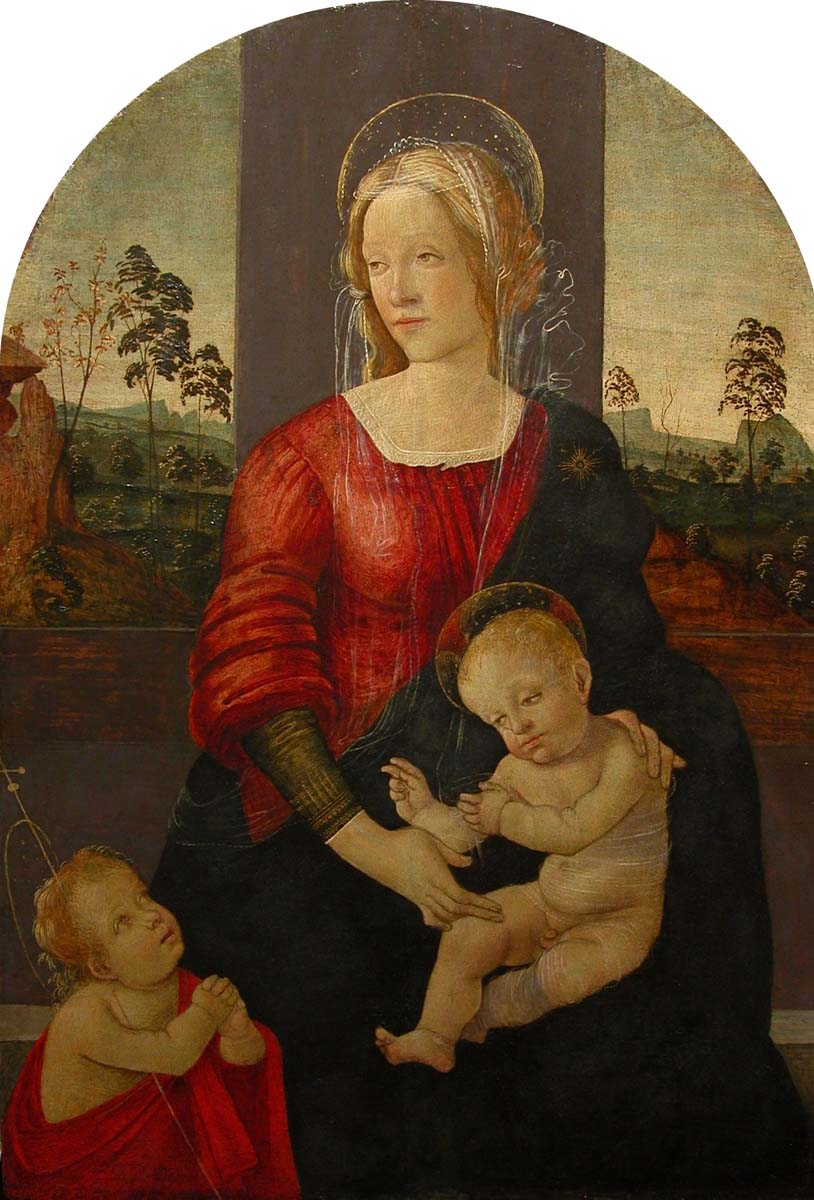
Sandro Botticelli (atribuição) - Madona com Menino e São João Batista, século XV.

A coleção italiana é caracterizada por uma profunda ênfase na pintura renascentista. Destacam-se, entre as peças do quattrocento, os painéis de Piermatteo d'Amelia e de Sano di Pietro. Há vários exemplares de Madonas, das escolas sienesa, florentina e lombarda, incluindo obras atribuídas a Sandro Botticelli, Andrea del Sarto e Antoniazzo Romano. O grande Retrato de Nicolaus Padavinus de Jacopo Tintoretto é uma das obras mais valiosas do acervo. Epitomizando o Barroco, obras de Bernardo Strozzi, Guercino e um grande cartão de tapeçaria de Giovanni Francesco Romanelli.
A escola florentina e a temática da Virgem com o Menino sobressaem entre as esculturas da coleção: uma Madona em alto-relevo de Benedetto da Maiano, com moldura em cerâmica vitrificada executada por Andrea della Robbia, um par de anjos ajoelhados de Luca della Robbia, Madona com menino envolto em faixas atribuída a Donatello, Madona dos Meninos Travessos atribuída ao mestre homônimo, e uma outra Madona do ateliê de Lorenzo Ghiberti são os principais destaques, ao lado do bronze Marte atribuído a Giambologna. A coleção ainda inclui objetos decorativos, maiólicas e diversos exemplares do mobiliário renascentista.

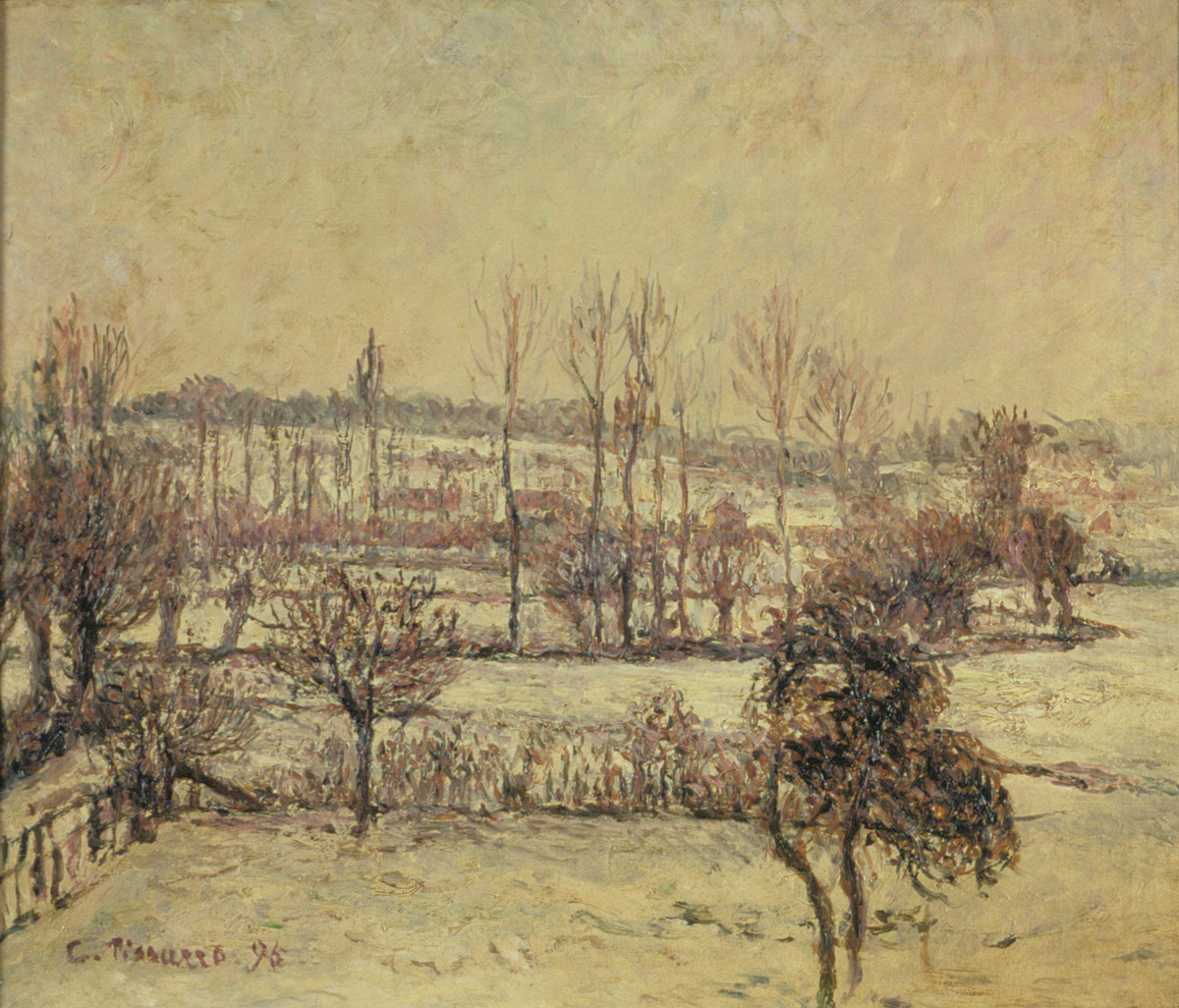
Camille Pissarro - Efeito de neve em Eragny, 1895.

### Coleção francesa
A coleção de arte francesa é composta por pinturas, esculturas, desenhos e artes decorativas, abrangendo o período que vai da Baixa Idade Média ao começo do século XX. Destacam-se, entre as pinturas, um retrato masculino atribuído a François Clouet, uma cena mitológica de Louis de Silvestre, duas pequenas paisagens de Nicolas-Antoine Taunay, uma paisagem de inverno de Camille Pissarro e uma cabeça de mulher de Marie Laurencin. De fatura Rococó, há um desenho de Jean-Honoré Fragonard, intitulado Le Petit Gourmand.
No segmente referente às esculturas, a coleção detém um excelente exemplar da estatuária medieval em pedra, Cabeça feminina coroada. A estatuária renascentista está representada por um conjunto de obras anônimas em madeira. Dois pequenos faunos em terracota atribuídos a Clodion representam o Rococó. O núcleo de artes decorativas inclui mobiliário do Gótico tardio, um conjunto de placas de esmalte de Limoges produzido por Léonard Limousin, objetos de porcelana, como os serviços de jantar da Manufatura de Sèvres e de Limoges, cristais Baccarat, etc.

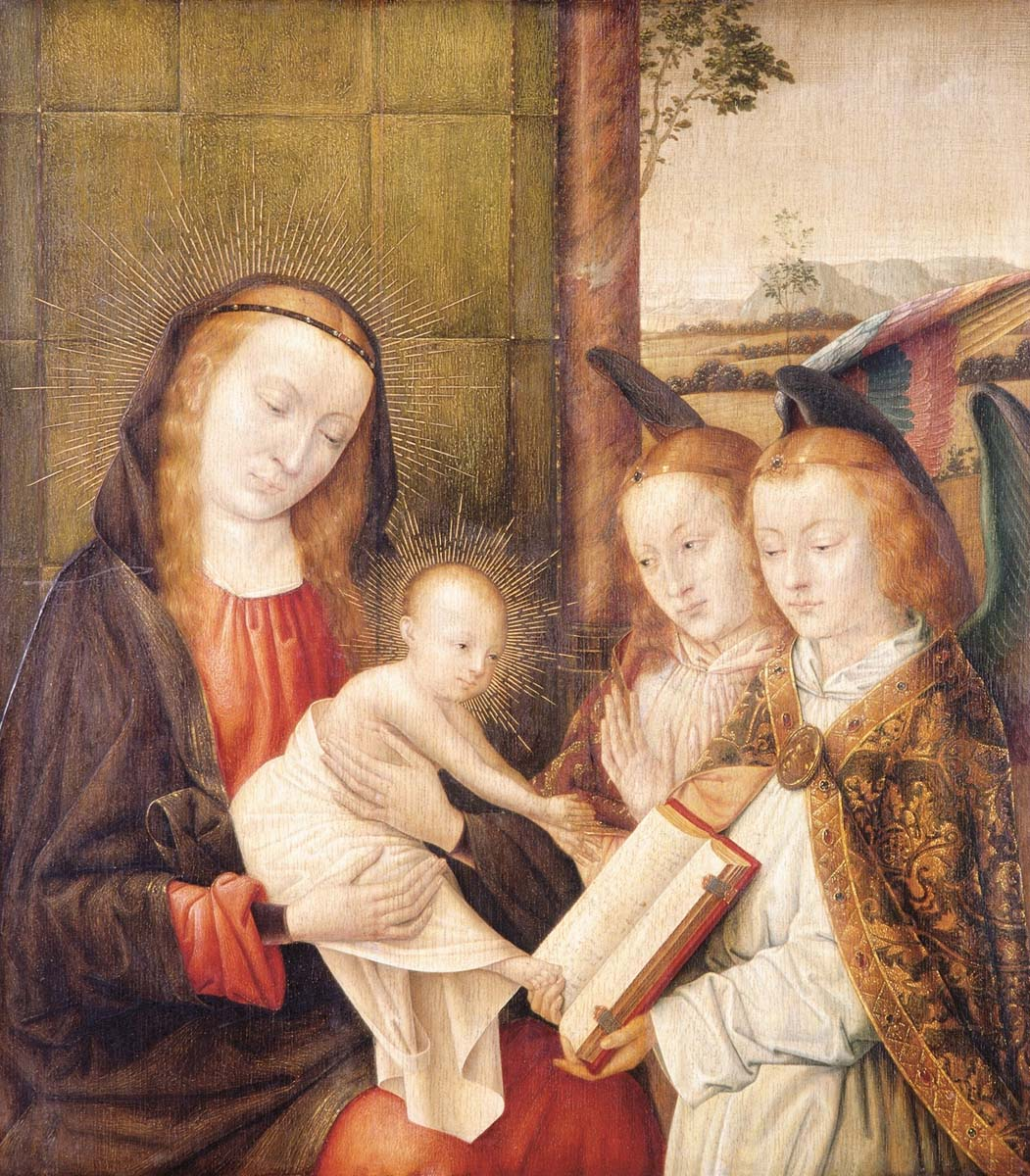
Jan Provoost - Madona com o Menino e Dois Anjos (século XVI).

### Coleção flamenga e holandesa
O museu possui um pequeno conjunto de pinturas do Gótico e do Renascimento flamengo, com obras de Adriaen Isenbrandt (Madona com o Menino e paisagem), Jan Provoost (Madona com o Menino e dois anjos) e uma Madona atribuída a Mabuse. A maior parte das pinturas deste núcleo, entretanto, são originárias dos mestres flamengos e holandeses do século XVII. A escola holandesa está representada por paisagens, retratos e naturezas-mortas de Govaert Flinck, Gerard ter Borch, Hercules Seghers, Philips Wouwerman, Pieter Steenwyck e Guillaume Dubois, além de miniaturas de Jan Glauber e gravuras de Rembrandt. Da escola flamenga seiscentista, há paisagens de Hermann Naiwinx e Joos de Momper e uma cena mitológica de Hendrick van Balen.

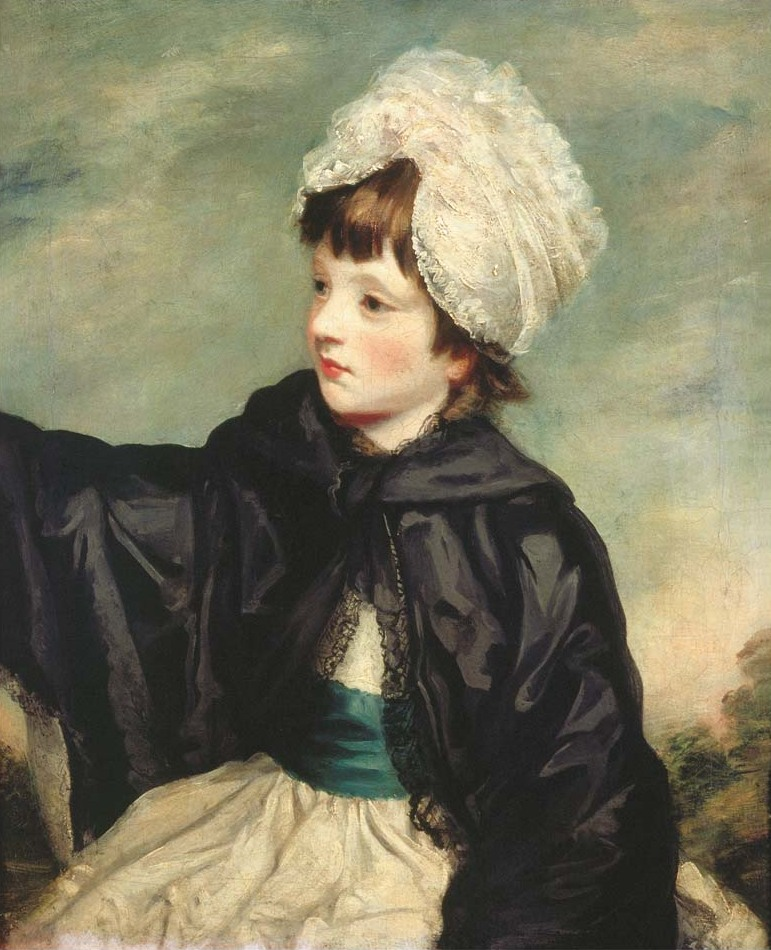
Joshua Reynolds - Estudo para retrato de Lady Caroline (século XVIII).

### Coleção inglesa
A coleção inglesa da Casa Museu Eva Klabin, com exceção do Retrato de Lady Jane Grey, pintado por um anônimo em estilo maneirista e datado de 1553, a coleção de pintura inglesa é composta por retratos do século XVIII. Destacam-se o Estudo para o Retrato de Lady Caroline, de Joshua Reynolds, cuja versão final encontra-se conservada na National Gallery of Art de Washington, e o Retrato de Mrs. Williams como Santa Cecília de Thomas Lawrence. Também são dignos de menção uma Paisagem e Retrato de um homem de Thomas Gainsborough, Retrato de Mr. Hylar de Lemuel Francis Abbott, Retrato de Mr. Critchley de George Romney e Retrato de uma jovem de John Hoppner.
O segmento de artes decorativas inclui uma importante coleção de prataria dos séculos XVII, XVIII e XIX, portando marcas e contrastes dos principais prateiros de cada período, bem como mobiliário dos séculos XVII e XVIII.

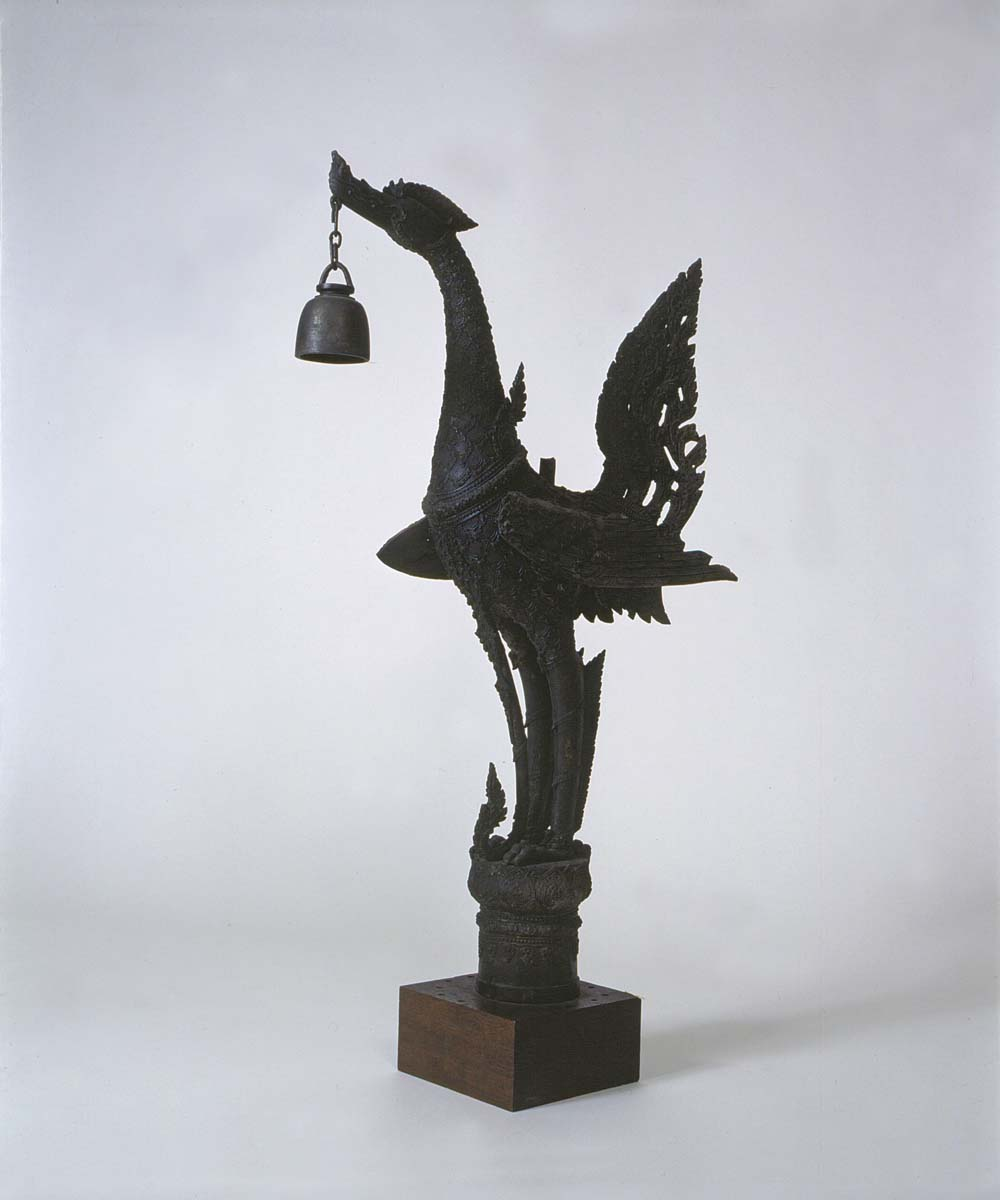
Grou com sino no bico, século XIX

### Coleção oriental
O núcleo de arte oriental é formado por peças provenientes da China, Birmânia, Camboja, Índia, Indonésia, Japão, Tailândia e Tibete, abrandendo o período que vai da idade do Bronze ao século XX. A coleção de arte chinesa é a mais abrangente e homogênea. inclui cálices de vinho para libação e vasos rituais do tipo kuei remontando à Dinastia Shang, bem como sinos, um espelho e vasos rituais de bronze da Dinastia Chou. São particularmente notáveis as estatuetas de terracota da Dinastia Tang, representando animais, dignitários e damas da corte, músicos, etc. Também estão inclusas na coleção esculturas de madeira de divindades budistas, como os Bodisatvas da Dinastia Ming. Duas estátuas em grande escala se destacam neste núcleo: uma figura em madeira de Kuan Yin (Dinastia Sung) e um Buda em adoração produzido na Tailândia no começo do século XIX. Há ainda vasos de cerâmica da Dinastia Qing, rolos de pintura em seda sobre papel de arroz, porcelanas, lacas, estatuetas de divindades do Hinduísmo, etc.

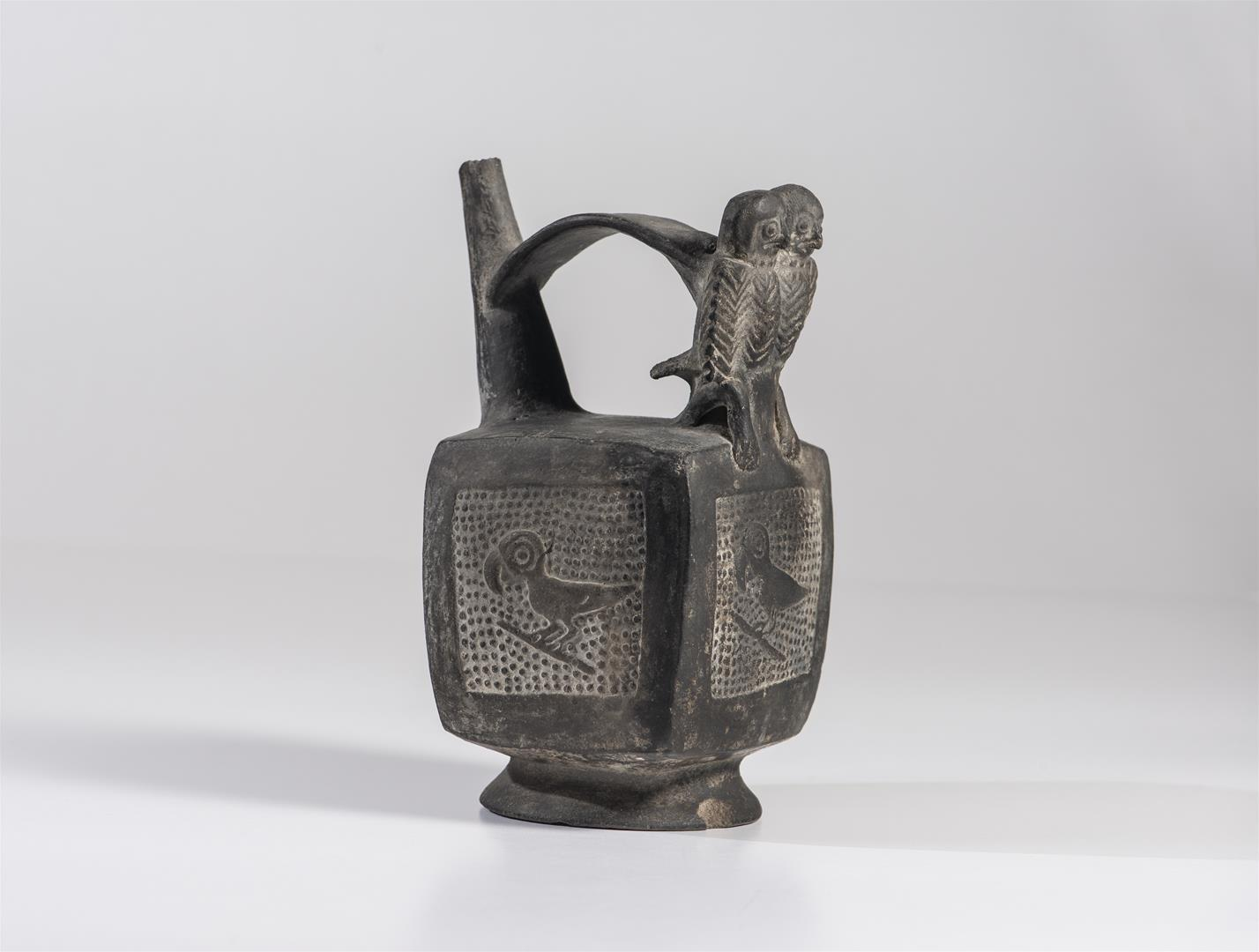
Vaso assobiador, entre 1200 e 1450

### Coleção pré-colombiana
A coleção de arte pré-colombiana é majoritariamente composta por objetos produzidos pelas civilizações que viviam no atual território do Peru, como os Nazca e os Chimu. Da civilização Nazca, o museu conserva cerâmicas antropomórficas policromadas, decoradas com animais fantásticos, bem como fragmentos de tecidos de algodão e lã. Da civilização Chimu, há artefatos de cerâmica modelada, cantis, garrafas gêmeas decoradas com figuras de animais e vasos assobiadores.
O núcleo também inclui peças das civilizações Yanpara (1470-1538), Lambayeque e Tiwanaku (1000-1200), que viveram em regiões do atual território da Bolívia, bem como quatro estatuetas representando guerreiros e figuras humanas de uma civilização não-identificada do México. Há ainda vasos de madeira do tipo "Quero", uma pequena balança de ossos e fragmentos de tecidos.

## Galeria

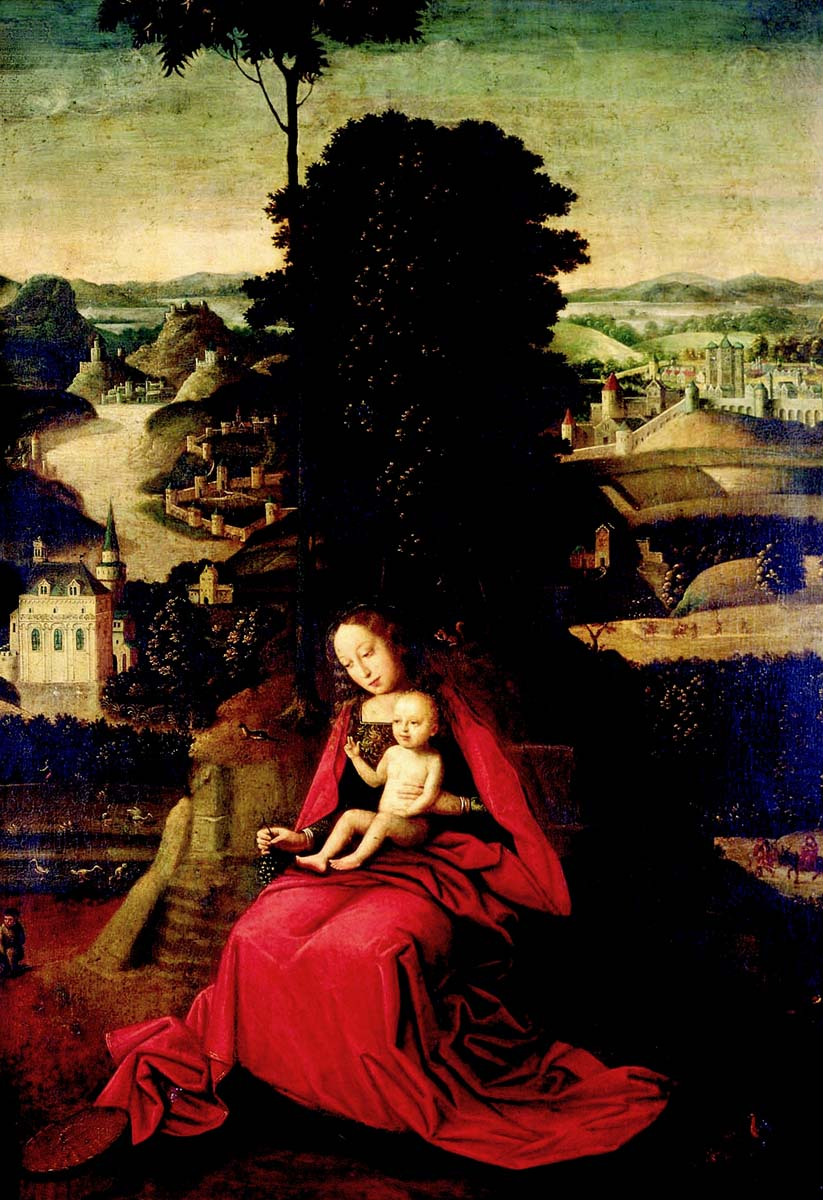
Adriaen Isenbrandt - Madona com Menino e paisagem, 16th century.
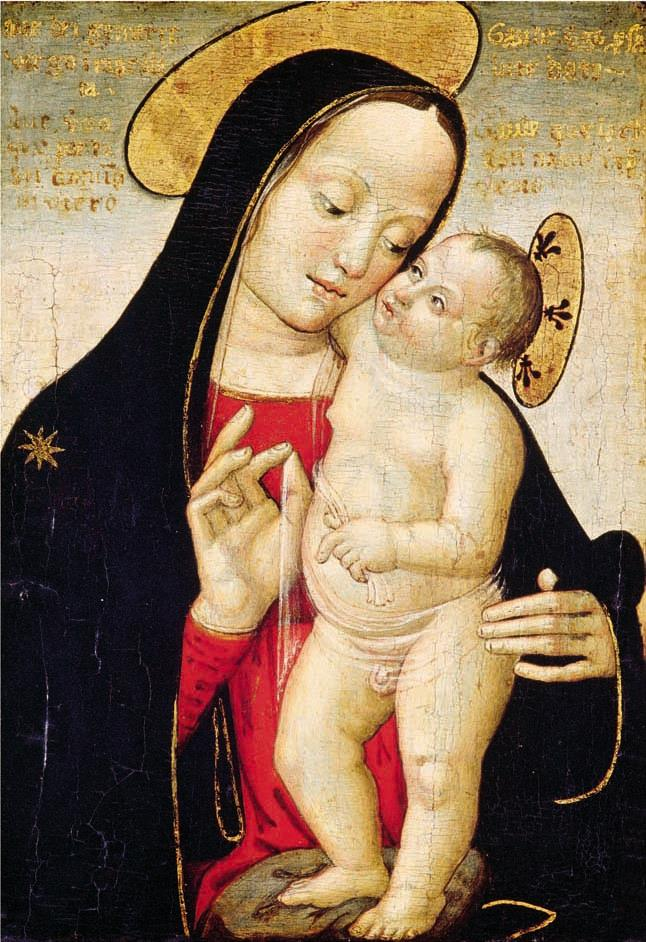
Antoniazzo Romano (atribuição) - Madona com Menino, 15th century.
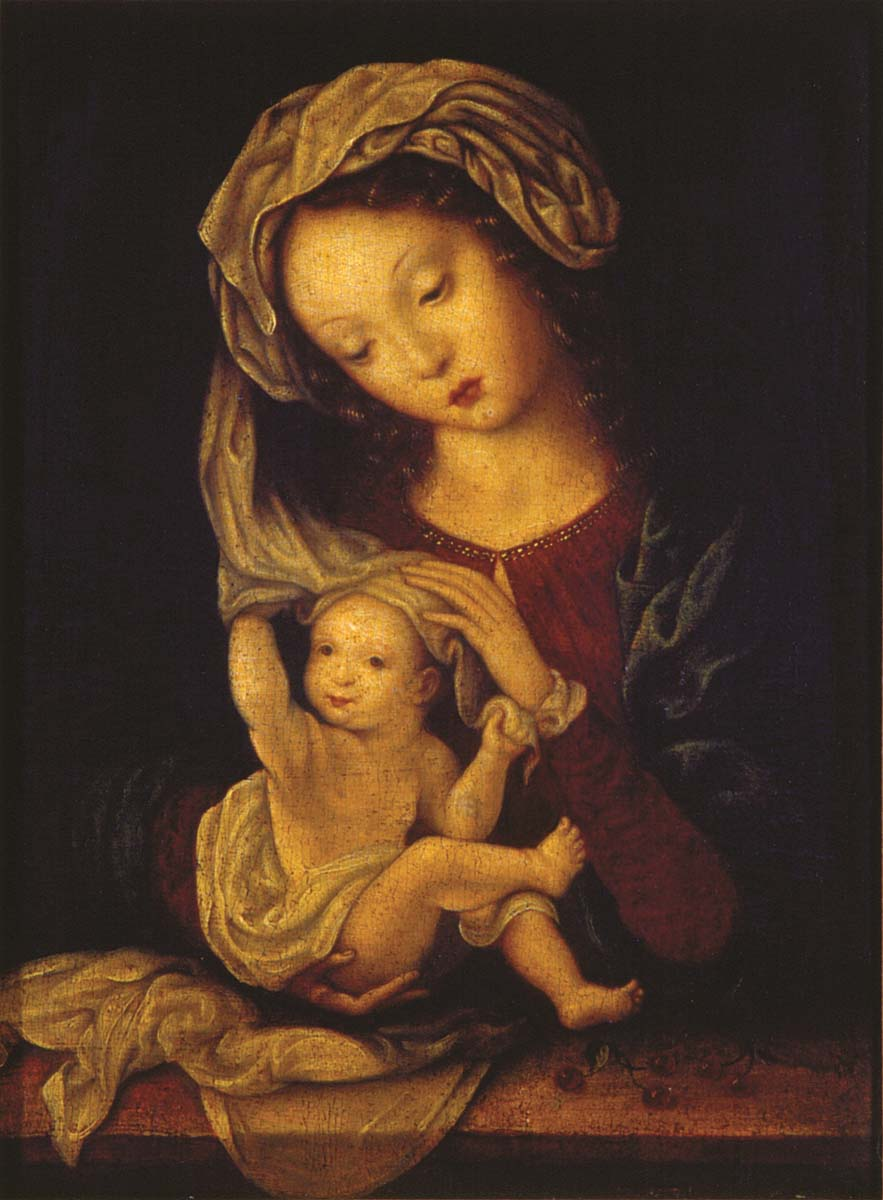
Mabuse (atribuição) - Madona com Menino e cerejas, século XV-XVI.
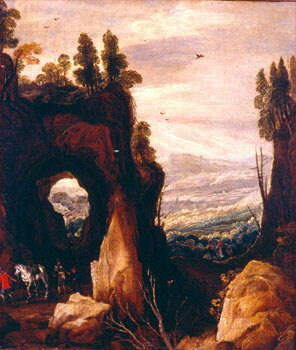
Joos de Momper - Vale rochoso com figuras, século XVI-XVII.
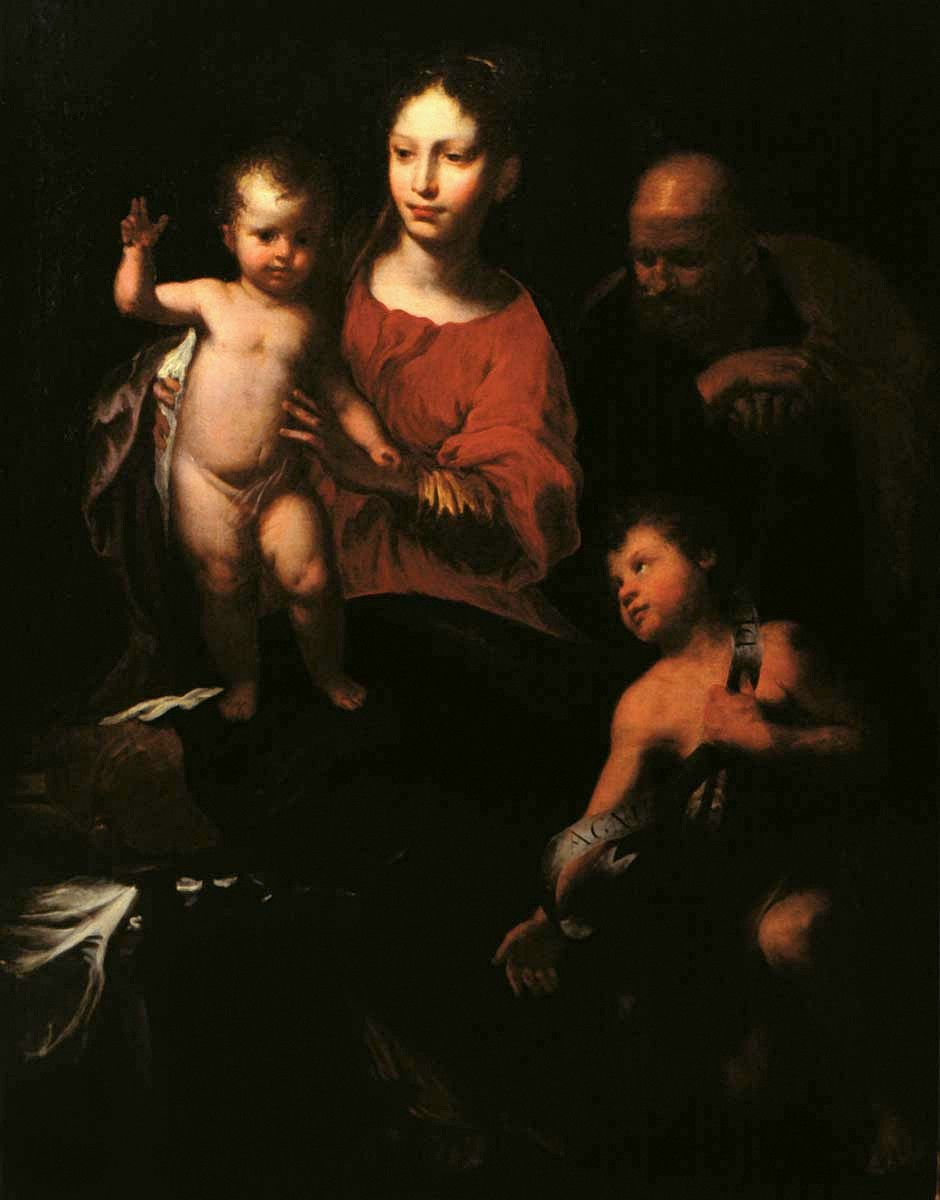
Bernardo Strozzi - Sagrada Família e São João Batista, ca. 1600.
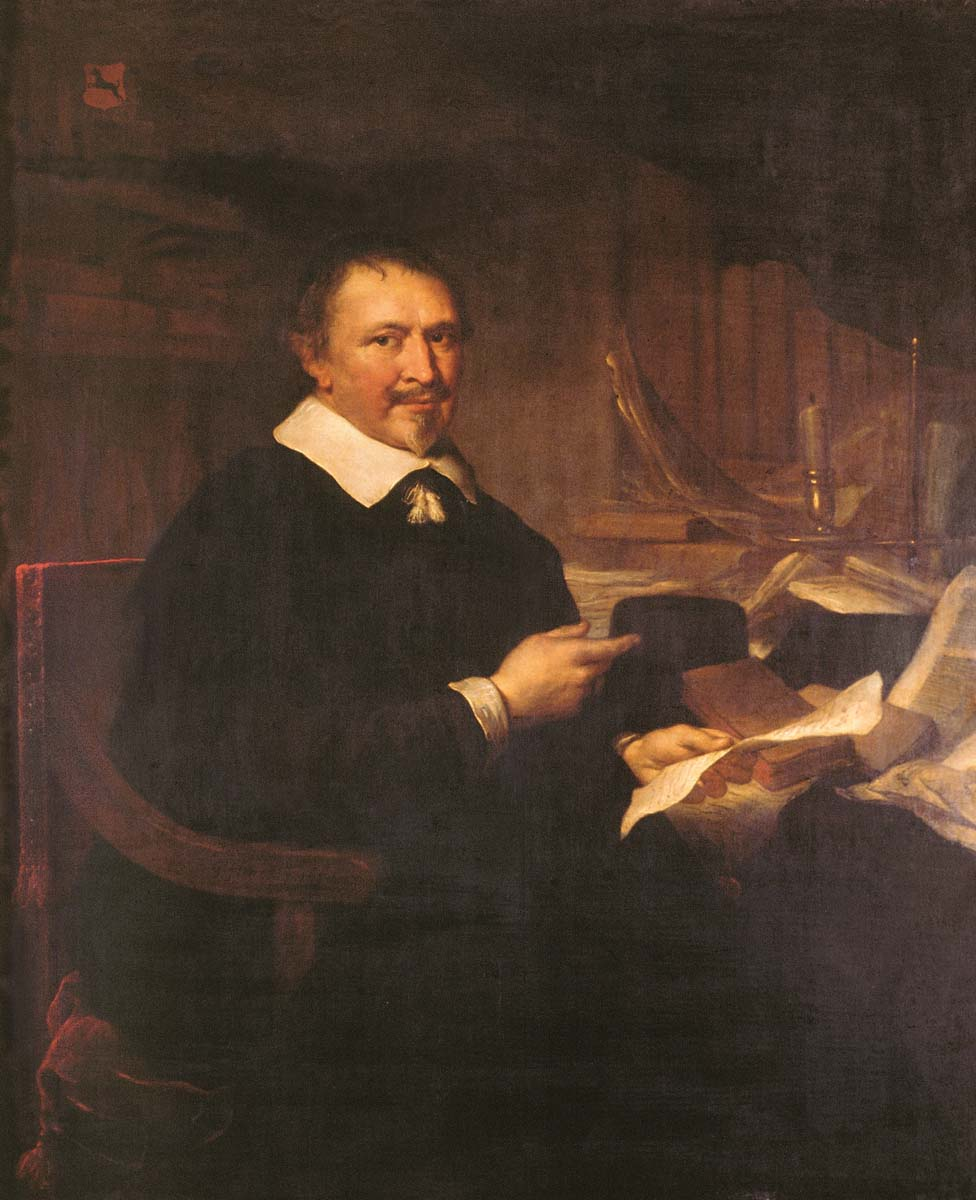
Govaert Flinck - Retrato de homem rodeado de livros,1654.
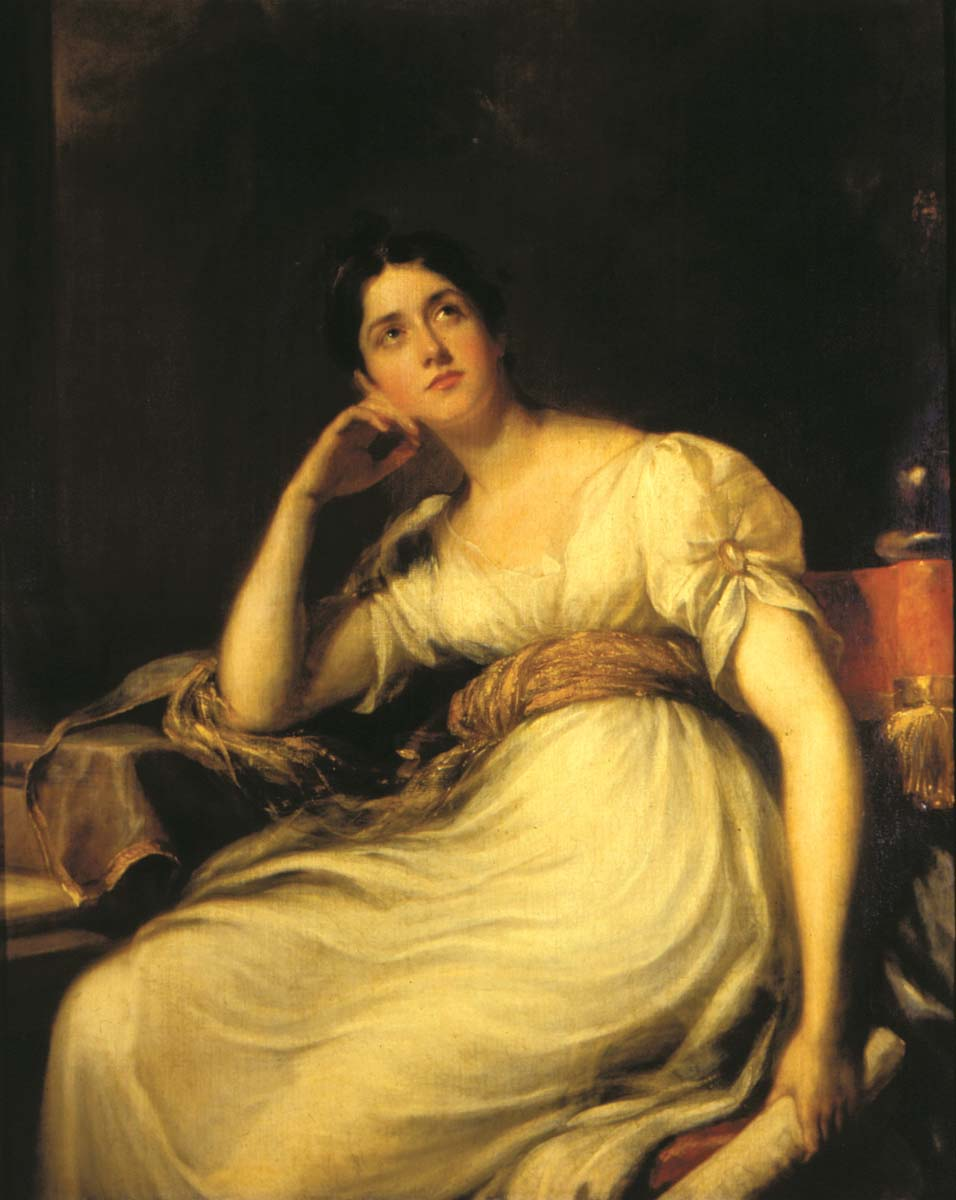
Thomas Lawrence - Retrato de Mrs. Williams, século XVIII.
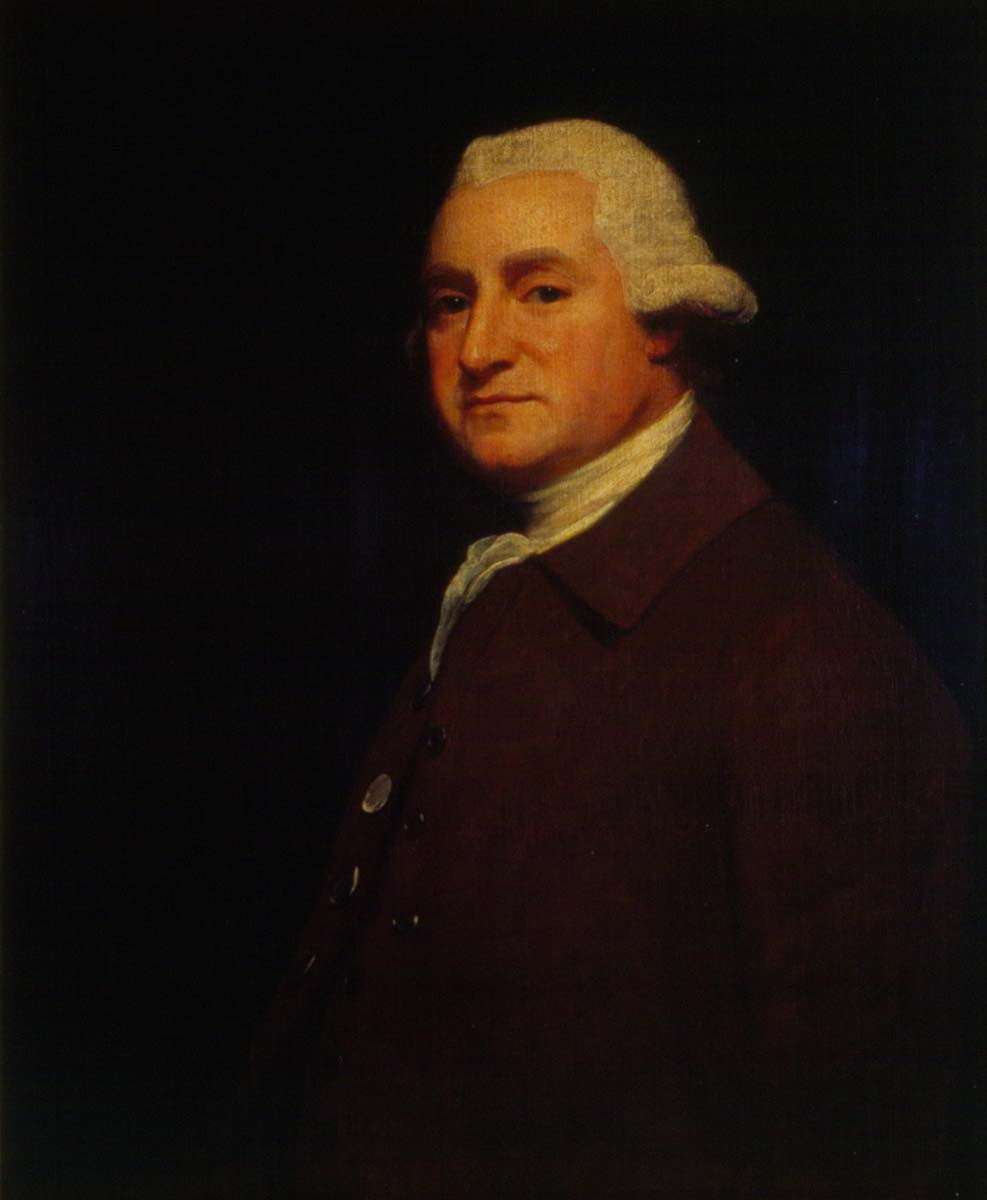
George Romney - Retrato de Mr. Critchley, século XVIII.